# 화판 (책상)

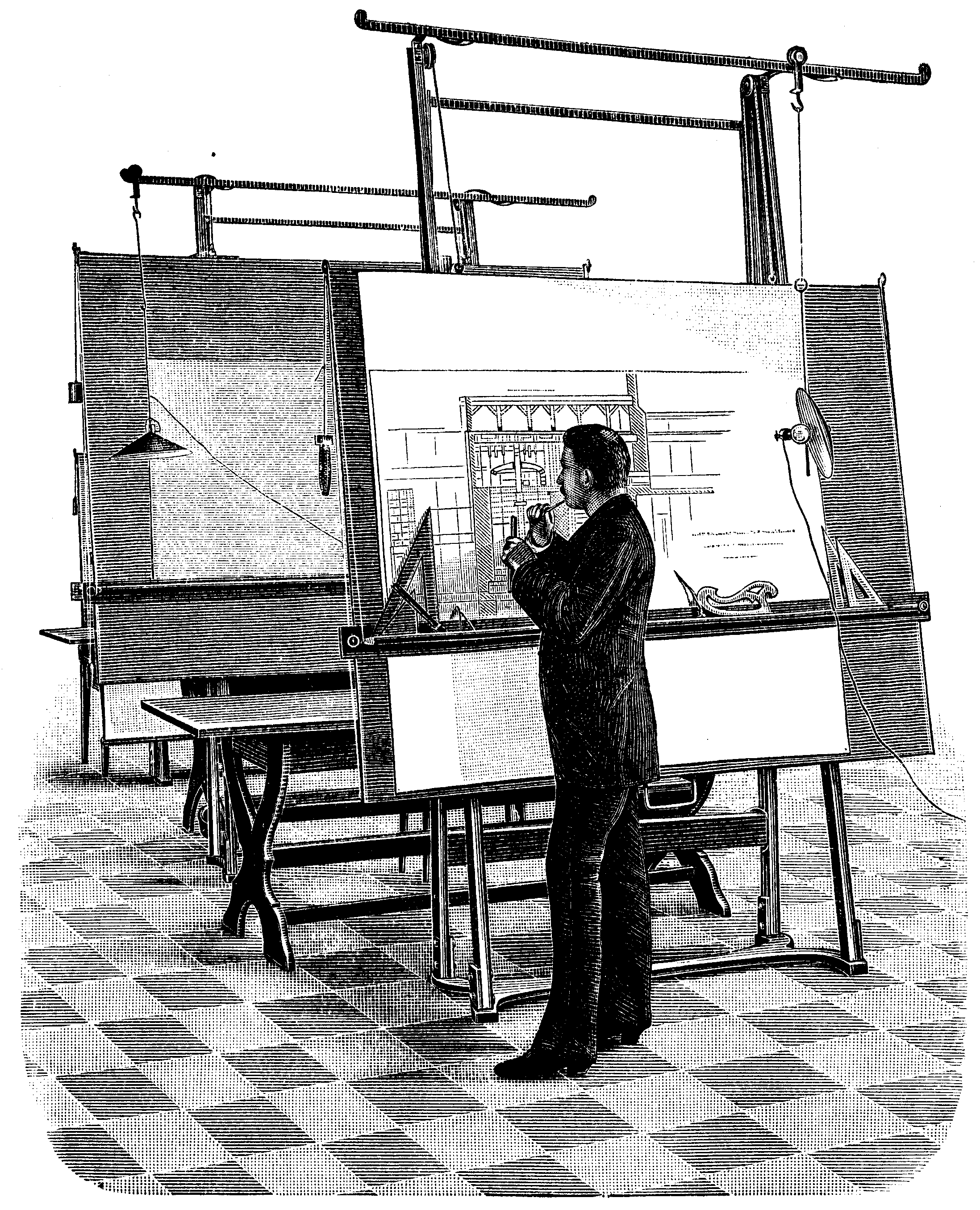
화판에 위치한 19세기 건축가

화판, 제도판, 드로잉 보드(drawing board), 드로잉 테이블(drawing table), 드래프팅 테이블(drafting table)은 골동품 형태로 큰 종이에 모든 종류의 그림, 글쓰기 또는 즉석 스케치에 사용할 수 있는 일종의 다용도 책상이다. 대형 서적이나 기타 대형 문서 또는 정밀한 기술 도면(엔지니어링 도면 또는 건축 도면 등) 초안을 작성하는 데 사용된다. 드로잉 테이블은 산업화 이전 및 산업 초기 시대에 서재나 개인 도서관의 받침대 책상과 자주 함께 사용되었다.
산업 혁명 기간 동안 초안 작성은 점차 전문적인 직업이 되었고 드로잉 테이블은 대부분의 신사들의 도서관과 사무실에서 천천히 옮겨졌다. 그들은 더욱 실용적이게 되었고 고급 목재와 황동 대신 강철과 플라스틱으로 지어졌다.
최근에는 엔지니어와 설계자가 잉크나 연필로 종이에 그림을 만들고 수정하기 위해 제도판을 사용한다. 평행선, 수직선 또는 사선을 그리기 위해 다양한 그리기 도구(삼각자, 각도기 등)가 사용된다. 원, 호, 기타 곡선 및 기호(컴퍼스, 운형자, 스텐실 등)를 그리는 도구도 있다. 그러나 20세기 마지막 수십 년과 21세기 초에 컴퓨터 지원 제도 및 설계(CAD)가 점진적으로 도입되면서 드로잉 보드는 덜 보편화되었다.
드로잉 테이블은 기계식 책상이라고도 불리는데, 그 이유는 몇 세기 동안 대부분의 기계식 책상이 드로잉 테이블이었기 때문이다. 그러나 18세기 후반의 기계적인 기계식 책상과는 달리 드로잉 테이블의 기계 부품은 일반적으로 노치, 래칫, 작업 표면을 올리고 기울이기 위한 몇 가지 간단한 기어 또는 레버 또는 톱니바퀴로 제한되었다.
18세기와 19세기에 원래 만들어졌던 시대 스타일을 복사하여 드로잉 테이블을 많이 복제했고 지금도 생산하고 있다.

## 같이 보기
- 스튜디오
- 이젤